# Stuart Macrae
Stuart Macrae (7 dicembre 1855 – 27 gennaio 1927) è stato un calciatore inglese, di ruolo centrocampista.
Esordisce con l'Inghilterra il 3 febbraio 1883 contro il Galles (5-0).